# Eddie Mapp
Eddie Mapp (* 1910 in Social Circle, Georgia; † 14. November 1931 in Atlanta, Georgia) war ein US-amerikanischer Blues-Mundharmonikaspieler. Er wurde vor allem als Partner von Blind Willie McTell und Barbecue Bob bekannt.

## Leben
Bereits mit 12 Jahren trat Mapp mit dem Gitarristen Curley Weaver auf. Die beiden musizierten zeitweilig mit den Brüdern Charley (bekannt als Laughing Charley Lincoln) und Robert Hicks (bekannt als Barbecue Bob). Auf Empfehlung von Barbecue Bob machte Mapp 1929 mit den Georgia Cotton Pickers seine ersten Aufnahmen. Seine erste Soloaufnahme im gleichen Jahr war Riding the Blinds. Daneben spielte er die Mundharmonika bei den Aufnahmen verschiedener Bluesmusiker. Im Jahr 1931, einen Monat nach dem Tod von Barbecue Bob, starb Eddie Mapp bei einer Messerattacke, die nie aufgeklärt wurde.